# Montescudaio
Montescudaio é uma comuna italiana da região da Toscana, província de Pisa, com cerca de 1.434 habitantes. Estende-se por uma área de 19 km², tendo uma densidade populacional de 75 hab/km². Faz fronteira com Cecina (LI), Guardistallo, Montecatini Val di Cecina, Riparbella.
Pertence à rede das Aldeias mais bonitas de Itália.

## Demografia
| Variação demográfica do município entre 1861 e 2011                               |
|                                                                                   |
| Fonte: Istituto Nazionale di Statistica (ISTAT) - Elaboração gráfica da Wikipedia |